# Barnasjön (Ås socken, Småland)
Barnasjön är en sjö i Gislaveds kommun i Småland och ingår i Lagans huvudavrinningsområde.